# Filozofia historii

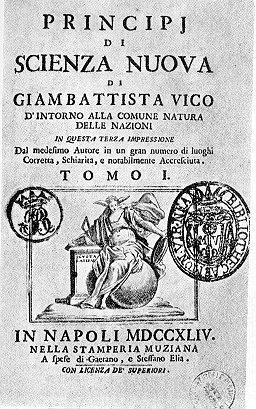
Karta tytułowa Nauki nowej Giambattisty Vica

Filozofia historii, historiozofia, filozofia dziejów – nauka filozoficzna zajmująca się refleksją nad sensem i istotą dziejów rozumianych jako całość uporządkowanych lub nieuporządkowanych zmian zachodzących w czasie.

## Podstawowe problemy historiozofii
Podstawowe problemy historiozofii to:
1. Czy istnieje uporządkowany proces historyczny (sens dziejów), czy też może dzieje mają charakter przypadkowy?
2. Czy dzieje zależą od jednostek, czy też może są zdeterminowane przez jakieś wewnętrzne lub zewnętrzne (np. ekonomiczne) prawa? (zobacz materializm dialektyczny, determinizm, indeterminizm).
3. Czy każde wydarzenie historyczne ma charakter niepowtarzalny i indywidualny, czy też może istnieje jakaś powtarzalność w historii? (zobacz mit wiecznego powrotu).
4. Czy dzieje mają charakter finalny (posiadają jakiś ostateczny cel), czy są procesem nieskończonym? (zob. finalizm).

Filozofię historii należy odróżnić od metodologii historii, która (przy wzajemnym przenikaniu się obu dziedzin wiedzy) zajmuje się nie ogólną refleksją nad historią jako dziejami, ale nad historią jako historiografią, nauką humanistyczną której przedmiotem są dzieje. 

## Nazwa i kontekst
Użycie poszczególnych nazw tej dyscypliny filozoficznej („historiozofia”, „filozofia dziejów”, „filozofia historii”, „filozofia dziejowości”) sugeruje odmienne podejście do jej przedmiotu i metody. Termin filozofia dziejów budzi skojarzenia z heglizmem – osoba uprawiająca „filozofię dziejów” najprawdopodobniej rozumie ją tak jak Hegel, redukując wiele zjawisk kultury i nauki do zjawisk historycznych (podejście takie nosi nazwę historyzmu lub – pejoratywną – historycyzmu) i głosząc rozumny, uporządkowany charakter procesu historycznego. Termin filozofia historii jest bardziej neutralny i nie pociąga za sobą próby redukcji wszystkich zagadnień filozoficznych do zagadnień historiozoficznych. Termin historiozofia odnosi się do każdej, niekoniecznie czysto filozoficznej refleksji nad historią, np. literackiej, socjologicznej, politologicznej czy zawartej w samej historiografii (mówimy np. o historiozofii Romantyzmu, historiozofii Mickiewicza zawartej w Dziadach, historiozofii pruskiej szkoły historycznej itp.). Filozofia historii rozwija się przede wszystkim w niemieckiej i włoskiej tradycji filozoficznej i koncentruje się najczęściej wokół poglądów zbliżonych do filozofii Hegla i Marksa. Popularna w tradycji anglosaskiej niechęć do heglizmu często oznacza także niechęć do całości problematyki historiozoficznej – pomimo istnienia historiozofii anglosaskich zawartych w neokonserwatyzmie. 

## Źródła myślenia historycznego
Starożytna koncepcja czasu (nazywana cykliczną, w odróżnieniu od dominującej współcześnie koncepcji linearnej) wywodząca się z myślenia mitycznego implikowała przekonanie, że w historii nie dokonują się żadne rzeczywiste zmiany, a zmiany które obserwujemy mają charakter pozorny, stanowiąc w istocie elementy przemian cyklicznych. Klasycznymi przykładami tego sposobu myślenia są stoicki mit wiecznego powrotu i koncepcja czterech wieków ludzkości Owidiusza.
Chrześcijaństwo w swojej teologicznej koncepcji historii świętej przyniosło nową, linearną koncepcję czasu – od stworzenia świata i upadku do zbawienia i paruzji. Problematykę chrześcijańskiego podejścia do historii zapoczątkował św. Augustyn w Państwie Bożym. Koncepcja ta uznaje istnienie sensu dziejów, którym jest zbawienie (cel ten jest z góry ustalony przez Boga). W pierwszym tysiącleciu chrześcijaństwa i w średniowieczu pojawiały się też tendencje millenarystyczne.
Średniowiecze w swoim dążeniu do ładu, niezmienności i systematyzacji rzeczywistości zahamowało rozwój myślenia historycznego, kładąc nacisk na to, co wieczne. Renesans sam w sobie nie rozwinął myślenia historycznego, ale w swoim krytycyzmie wobec tego, co zastane, umożliwił udoskonalenie i rozwój badań historycznych, a w swojej tendencji do nawrócenia do tego, co dawne dał podstawy fundamentalnej w historiozofii koncepcji trójpodziału historii. 

## Niektóre poglądy historiozoficzne
- mesjanizm
- winkelriedyzm
- prowidencjalizm
- heroizm
- finalizm
- materializm historyczny
- heglizm
- historyzm, historycyzm
- millenaryzm
- progresywizm